# Holstein-Stadion
L'Holstein-Stadion è il maggiore stadio di calcio della città di Kiel, in Germania. Ospita le partite interne dell'Holstein Kiel.
Inaugurato il 15 ottobre 1911 quattro mesi dopo il completamento, è il più antico dello Schleswig-Holstein e uno dei più antichi di Germania. 
Al termine della stagione 2005-2006 lo stadio fu rinnovato per un costo totale di 1,8 milioni di euro. Nel 2018 ulteriori lavori di espansione porteranno la capienza dello stadio a 15.000 posti.
Fino al 2012 è stato lo stadio casalingo della squadra di football americano dei Kiel Baltic Hurricanes.

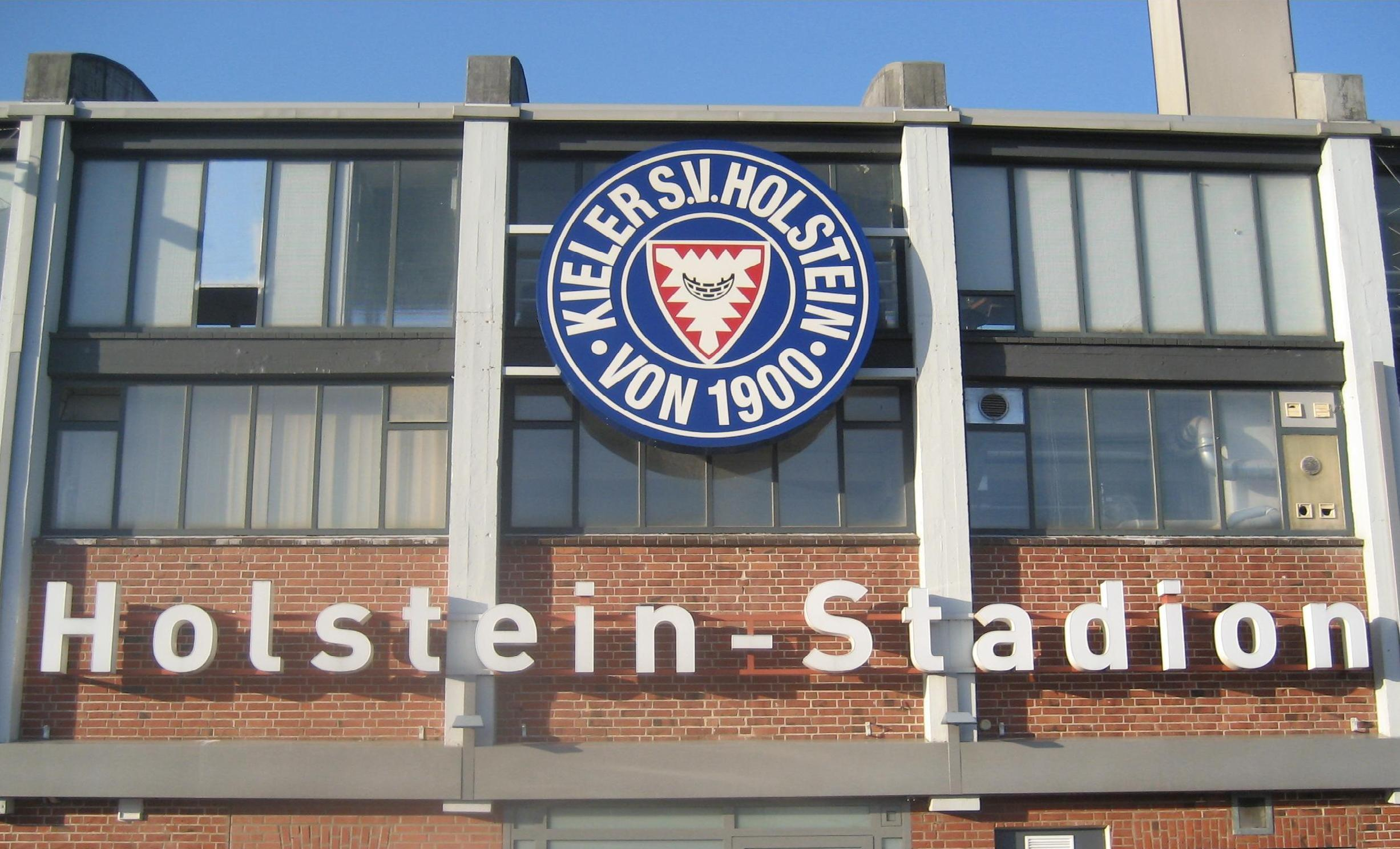
Ingresso dello stadio

## Dati
- Ubicazione: Kiel, Germania
- Inaugurazione: 1911
- Superficie campo: Erba
- Dimensioni campo: 104 × 68 m
- Proprietario: Holstein Kiel
- Progetto:
- Beneficiari:  Holstein Kiel
- Capacità: 15.034 posti a sedere
- Eventi ospitati: